# زواج أمريكي
زواج أمريكي هي رواية للكاتبة الأمريكية تياري جونز، اختِيرت الرواية لتكون جزءًا من نادي كتاب أوبرا 2.0 [الإنجليزية]. كما فازت الرواية بجائزة المرأة للخيال عام 2019.
تركز الرواية على زواج زوجين أمريكيين من أصل أفريقي من الطبقة الوسطى، سيليستيال وروي يعيشان في أتلانتا. تنقلب حياتهما رأسًا على عقب عندما يُدان روي بتهمة اغتصاب لم يرتكبها.
في مقابلة مع ذا باريس ريفيو، كشفت جونز أنها كتبت الرواية في البداية من منظور سيليستيال فقط، وقررت إضافة وجهات نظر متعددة بعد ردود فعل سلبية من قراءها الأوائل على شخصية سيليستيال.

## الجوائز
- جائزة أسبن ووردز الأدبية لعام 2019.[4]
- جائزة إيميج للعمل الأدبي المتميز في الخيال لعام 2019.[5]
- جائزة أورويل للرواية السياسية لعام 2019.[6]
- جائزة المرأة للخيال لعام 2019.[2]
- جائزة لوس أنجلوس تايمز للكتاب لعام 2018.[7]
- جائزة الكتاب الوطني للرواية لعام 2018.[8]